# سسامول
سسامول (به انگلیسی: Sesamol) با فرمول شیمیایی C7H6O3 یک ترکیب شیمیایی با شناسه پاب‌کم 8175 است. که جرم مولی آن ۱۳۸٫۱۲ گرم بر مول می‌باشد. 